# Letters in Organic Chemistry
Letters in Organic Chemistry (abrégé en Lett. Org. Chem.) est une revue scientifique mensuelle à comité de lecture publiée depuis 2004 par Bentham Science. Letters in Organic Chemistry est indexée par : Chemical Abstracts Service (CAS), EBSCOhost, British Library, PubMed, Web of Science, et Scopus.
Letters in Organic Chemistry publie des communications et des articles sur tous les domaines liés à la chimie organique.
D'après le Journal Citation Reports, le facteur d'impact de ce journal était de 0,730 en 2016. Le directeur de publication était Gwilherm Evano (Université libre de Bruxelles, Belgique) jusqu'en février 2018, date de sa démission à la suite d'un désaccord total et profond avec Bentham sur la gestion du journal.